# Миткирей (приток Хопра)
Миткирей — река в России, протекает по Бековскому и Тамалинскому районам Пензенской области. Устье реки находится в 794 км от устья Хопра по правому берегу. Протекает через деревни Маленовка, Бугры, села Сосновка, Дуровка, Никольское. Длина реки составляет 38 км, площадь водосборного бассейна — 373 км².

## Данные водного реестра
По данным государственного водного реестра России относится к Донскому бассейновому округу, водохозяйственный участок реки — Хопёр от истока до впадения реки Ворона, речной подбассейн реки — Хопер. Речной бассейн реки — Дон (российская часть бассейна).
Код объекта в государственном водном реестре — 05010200112107000005667.

## Фотографии реки, мостов

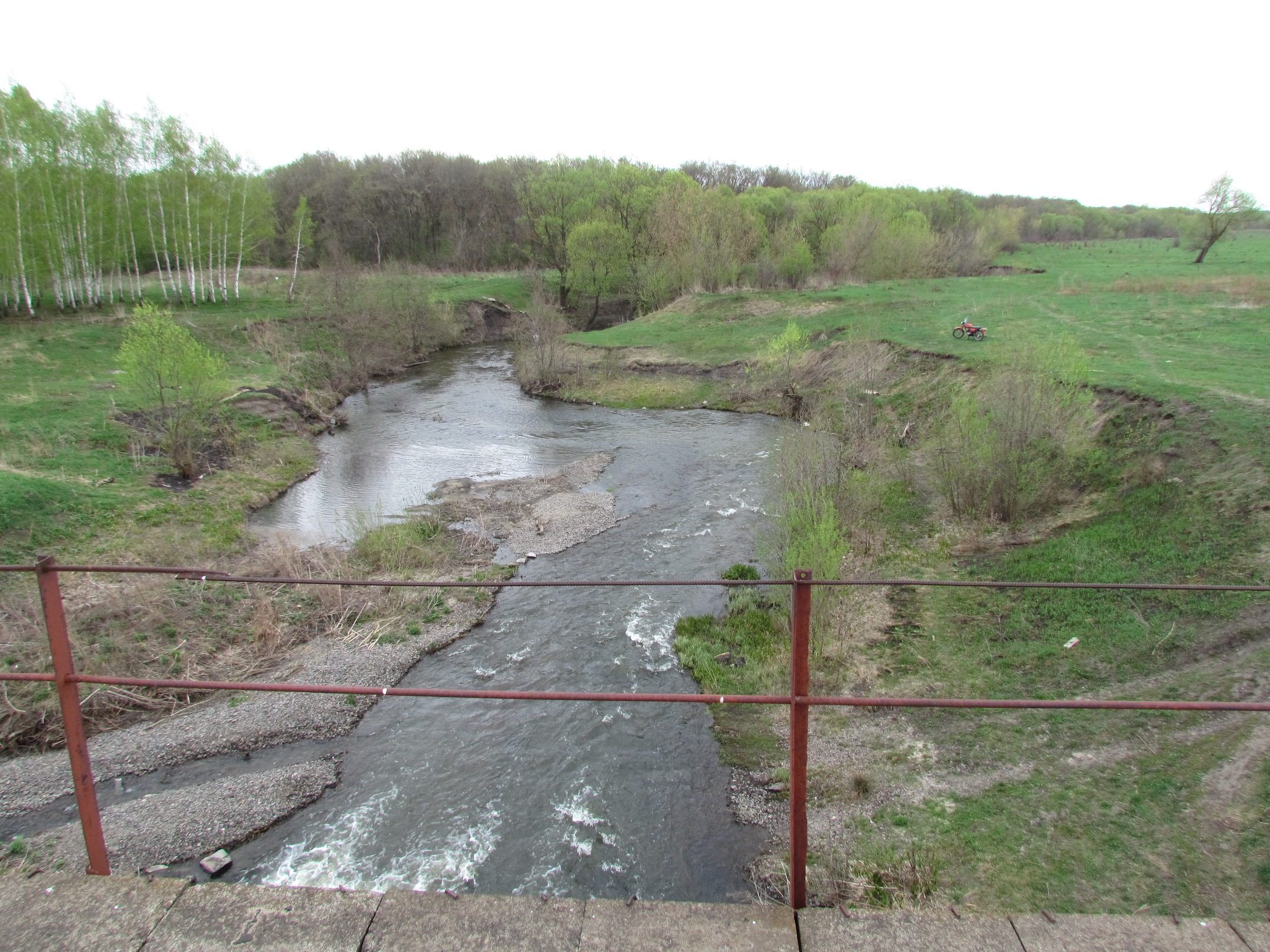
Река Миткирей в районе  железнодорожного моста Бековской ветки. Фото 1. 2015
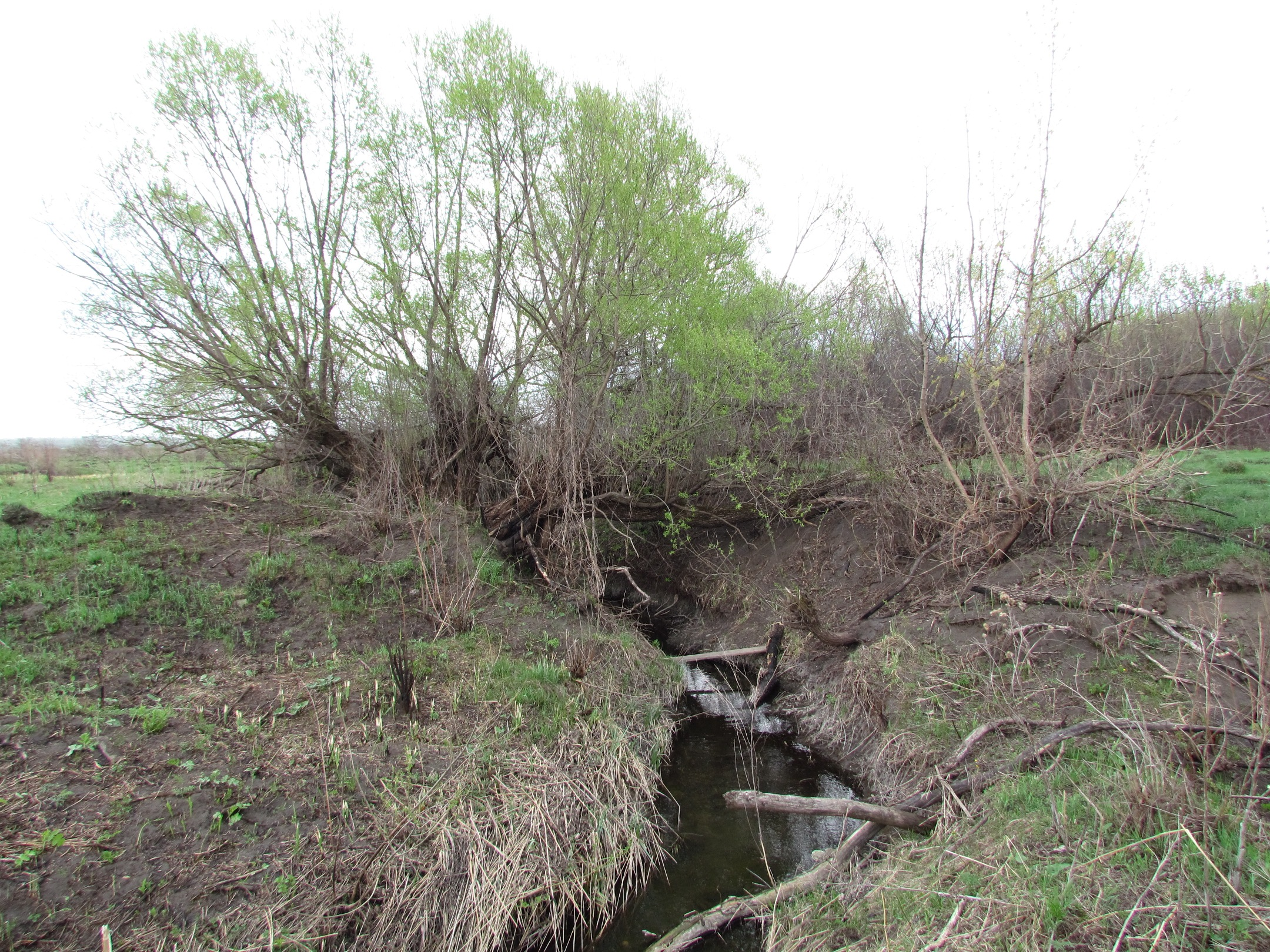
Ручей впадающий в Миткирей в районе  железнодорожного моста Бековской ветки. 2015
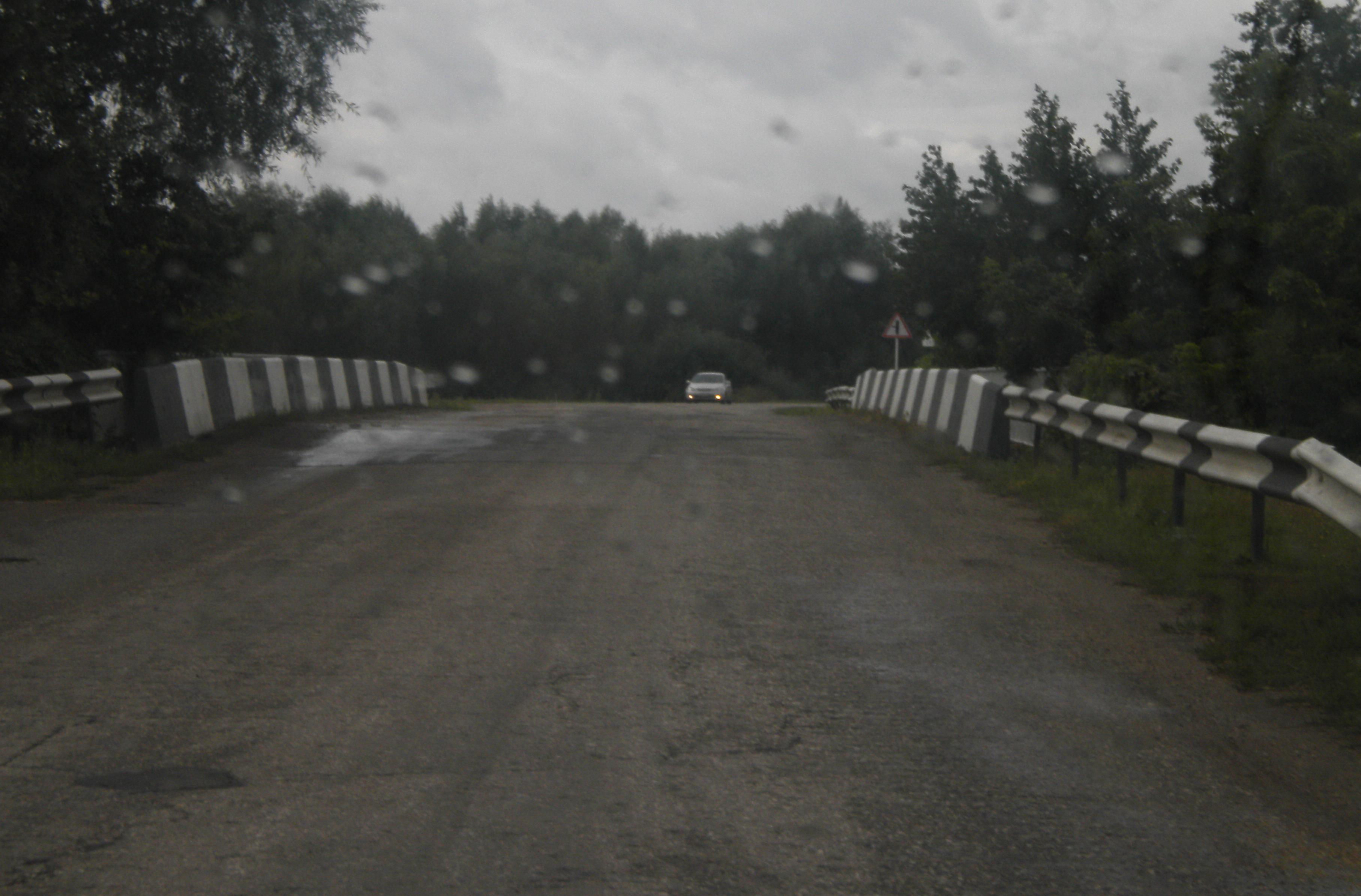
Трасса Беково-Сосновка-Варварино. Мост через речку Миткирей. Пензенская область. 2012 год.
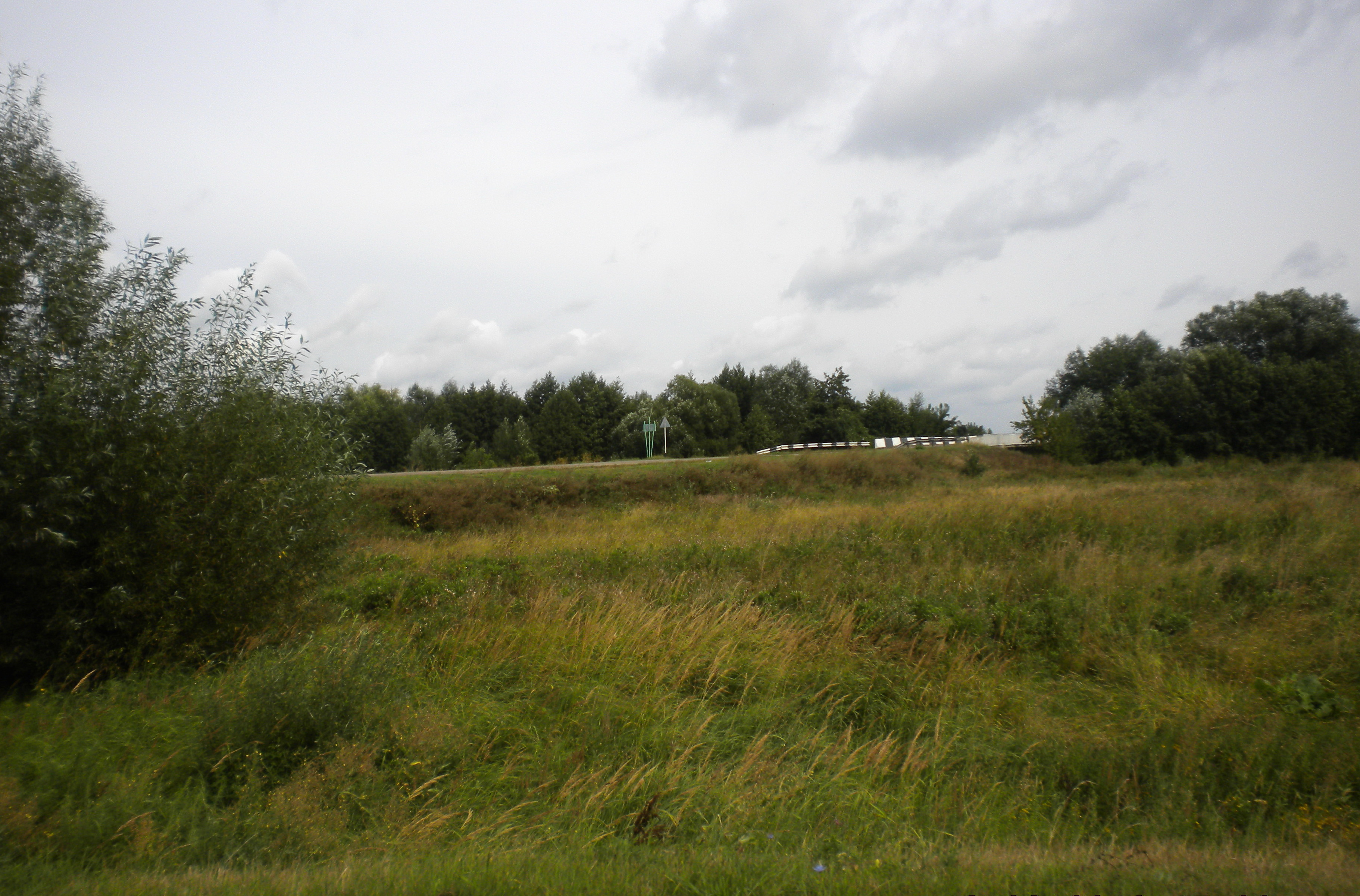
Мост через речку Миткирей. Трасса Беково-Сосновка-Варварино. Пензенская область. 2012 год.